# Inspektorat Graniczny Straży Celnej „Rybnik”
Inspektorat Straży Celnej „Rybnik” – jednostka organizacyjna Straży Celnej pełniąca służbę ochronną na granicy polsko-niemieckiej w latach 1922–1928.

## Formowanie i zmiany organizacyjne
Początek działalności Straży Celnej na Śląsku datuje się na dzień 15 czerwca 1922 roku. W tym dniu polscy strażnicy celni w zielonych mundurach i rogatywkach wkroczyli  na ziemia  przyznane Polsce. W nocy z 16 na 19 czerwca 1922 objęli straż na powierzonych im odcinkach. Inspektorat Straży Celnej „Rybnik” rozpoczął urzędowanie w Rybniku w drugiej połowie lipca 1922 roku. Podporządkowany był bezpośrednio Dyrekcji Ceł Mysłowice. Pierwsza siedziba Inspektoratu mieściła się w budynku szkoły ewangelickiej. Inspektorat ochraniał wtedy odcinek graniczny od placówki SC „Ruptawa” na granicy polsko-czeskiej, do placówki SC „Karol Emanuel” na granicy polsko-niemieckiej. 1 listopada 1924 roku biura inspektoratu przeniesione zostały do „Sierocińca”, a z dniem 20 kwietnia 1926 przeniesiono je do budynku prywatnego przy ulicy Koziegłowy 7.
W 1926 roku w skład inspektoratu wchodziło 7 komisariatów i 31 placówek Straży Celnej.
W 1927 roku weszła w życie nowa organizacja Straży Celnej. Inspektorat SC „Rybnik” wszedł w podporządkowanie Śląskiego Inspektoratu Okręgowego w Katowicach z siedzibą w Mysłowicach.
W styczniu 1928 roku nastąpiła reorganizacja inspektoratu. Pododcinek komisariatu „Bielszowice” i placówka „Przyszowice“ z komisariatu „Knurów” została przekazana do IG „Piaśniki”. W zamian za to inspektorat „Rybnik” przyjął pododcinek komisariatu „Zebrzydowice” od kamienia nr XXX/1 do kamienia nr 12. Zlikwidowany został komisariat „Moszczenica” i „Lyski“.

## Funkcjonariusze inspektoratu
Kierownicy inspektoratu
| stopień          | imię i nazwisko    | okres pełnienia służby     | kolejne stanowisko                |
| ---------------- | ------------------ | -------------------------- | --------------------------------- |
| komisarz         | Alfons Hess        | VI 1922 – 6 VIII 1922      | zastępca kierownika               |
| komisarz         | Antoni Póltorak    | 6 VIII 1922 –15 VIII 1926  | kierownik Inspektoratu SC „Dukla” |
| komisarz         | Longin Pytlasiński | 15 VIII 1926 – 30 XII 1927 | zwolniony ze SC                   |
| starszy komisarz | Józef Krzemieński  | 1 I 1928 – 4 V 1928        | kierownik komisariatu „Kornowac”  |

Obsada personalna w 1927:
- kierownik inspektoratu – inspektor Longin Pytlasiński
- pomocnik kierownik inspektoratu – komisarz Alfons Hess
- funkcjonariusze młodsi:

starszy przodownik Józef Pawlak (748)
starszy strażnik Bronisław Urbański (1034)
starszy strażnik Julian Wadkiewicz (1099)
starszy strażnik Ludwik Wojewódka (1078)

## Służba graniczna
Sąsiednie inspektoraty
- Inspektorat Straży Celnej „Tarnowskie Góry” ⇔ Inspektorat Straży Celnej „Cieszyn”

## Struktura organizacyjna
Organizacja inspektoratu w 1926 roku:
- komenda – Rybnik
- komisariat Straży Celnej „Moszczenica”
- komisariat Straży Celnej „Gorzyce”
- komisariat Straży Celnej „Lubomia”
- komisariat Straży Celnej „Lyski”[e]
- komisariat Straży Celnej „Rybnik”
- komisariat Straży Celnej „Knurów”
- komisariat Straży Celnej „Bielszowice”